# Yoshiko Ōta
Yoshiko Ōta (jap. 太田 淑子 Ōta Yoshiko; ur. 25 kwietnia 1936, zm. 29 października 2021) – japońska aktorka głosowa, związana z Theatre Echo.

## Wybrana filmografia
- 1967: Czopi i księżniczka jako księżniczka Sapphire
- 1969: Czarodziejskie zwierciadełko jako Akko
- 1977: Yattaman jako Gan-chan (Yattaman nr 1)
- 1984: Chōdenshi Bioman jako Peebo
- 1995: 2112: Narodziny Doraemona jako Sewashi

## Wyróżnienia
- W 2016 roku otrzymała Tokyo Anime Award za całokształt twórczości w kategorii „najlepsza aktorka głosowa”[2]